# Jurques
Jurques település Franciaországban, Calvados megyében. Lakosainak száma 692 fő (2018. január 1.). Jurques La Bigne, Brémoy, Cahagnes, Coulvain, Le Mesnil-Auzouf, Ondefontaine, Saint-Georges-d’Aunay, Saint-Martin-des-Besaces, Saint-Pierre-du-Fresne és Seulline községekkel határos.

## Népesség
A település népességének változása:
| Lakosok száma | 581  | 536  | 475  | 559  | 611  | 670  | 686  | 1085 | 699  | 692  |
|               | 1968 | 1975 | 1982 | 1999 | 2006 | 2011 | 2013 | 2016 | 2017 | 2018 |